# De Geeuw
De Geeuw (Fries en officieel: De Geau) is een meer in de Friese gemeente Súdwest-Fryslân, tot 2011 in de voormalige gemeente Nijefurd.
De Geeuw ligt tussen de Morra en Warns. Aan de noordzijde stroomt het Johan Frisokanaal (IJsselmeer-Prinses Margrietkanaal), waaraan ook het Jachthaven van Warns gelegen is. De Geeuw en Johan Frisokanaal wordt gescheiden door een eilandje.